# Revolução Juliana
A Revolução Juliana (em castelhano:  Revolución Juliana) foi um movimento cívico-militar no Equador que, por meio de um golpe de Estado em 9 de julho de 1925 liderado pela Liga Militar, um grupo secreto de jovens oficiais do exército equatoriano, derrubou o presidente Gonzalo Córdova. Depois de uma Junta Militar inicial, que estendeu-se por seis anos — até 1931 — com duas juntas de governo provisórias e a presidência de Isidro Ayora, primeiro interina e depois constitucional, terminou com um novo golpe militar em 24 de agosto de 1931.
A Revolução foi orientada contra a plutocracia que governava o país. Apesar de forjada à margem da população, inicialmente limitada a respaldar o que era executado pelos militares, refletia uma aspiração nacional de mudança dos setores políticos e sociais que participaram das juntas e do Governo Ayora. Uma vez no poder, através de várias medidas modernizadoras econômicas e sócio-laborais, procurou pôr fim à “bancocracia” e ao domínio político das oligarquias liberais.